# Nike Total 90

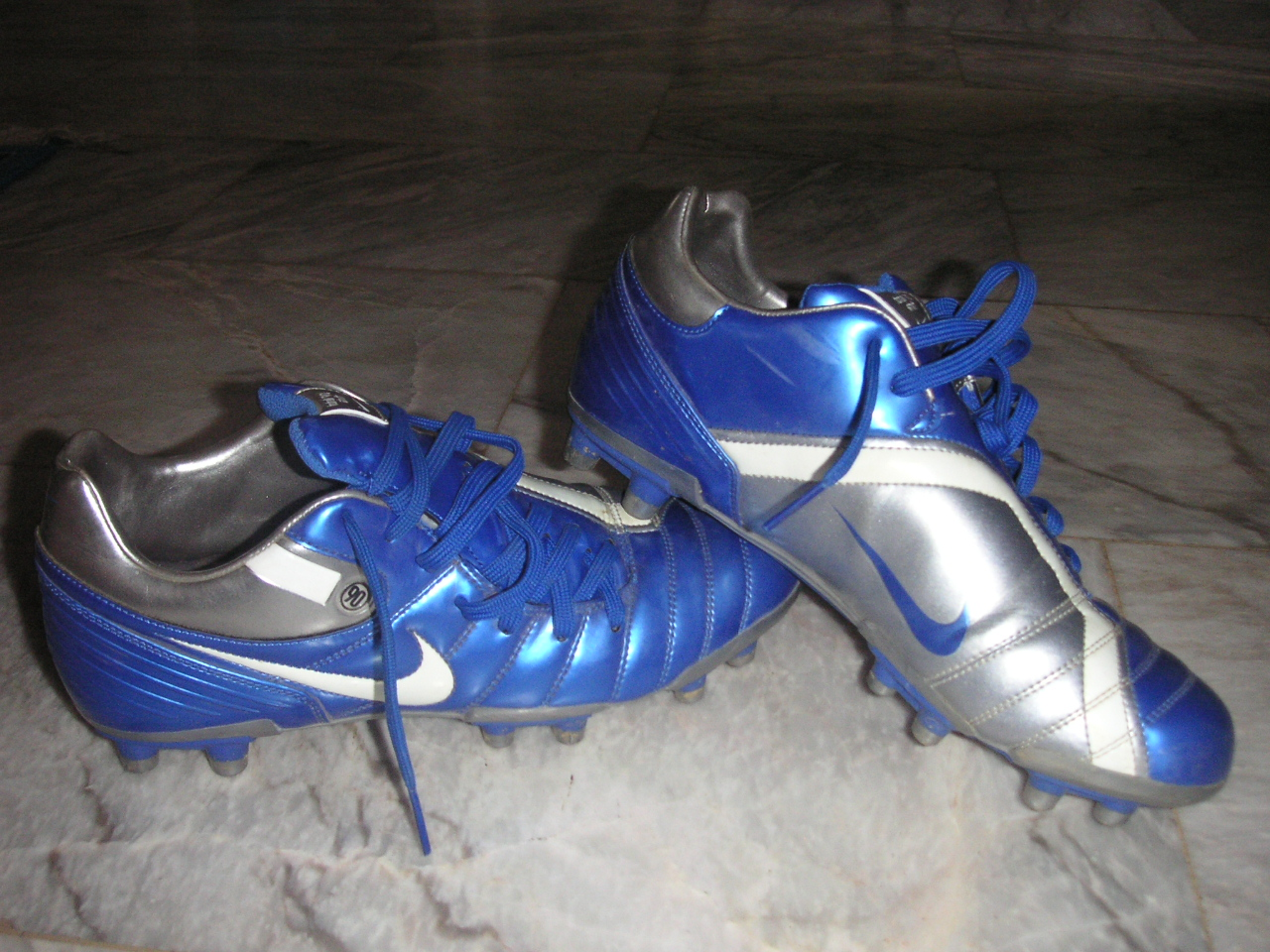
Nike Total 90 Shift FG

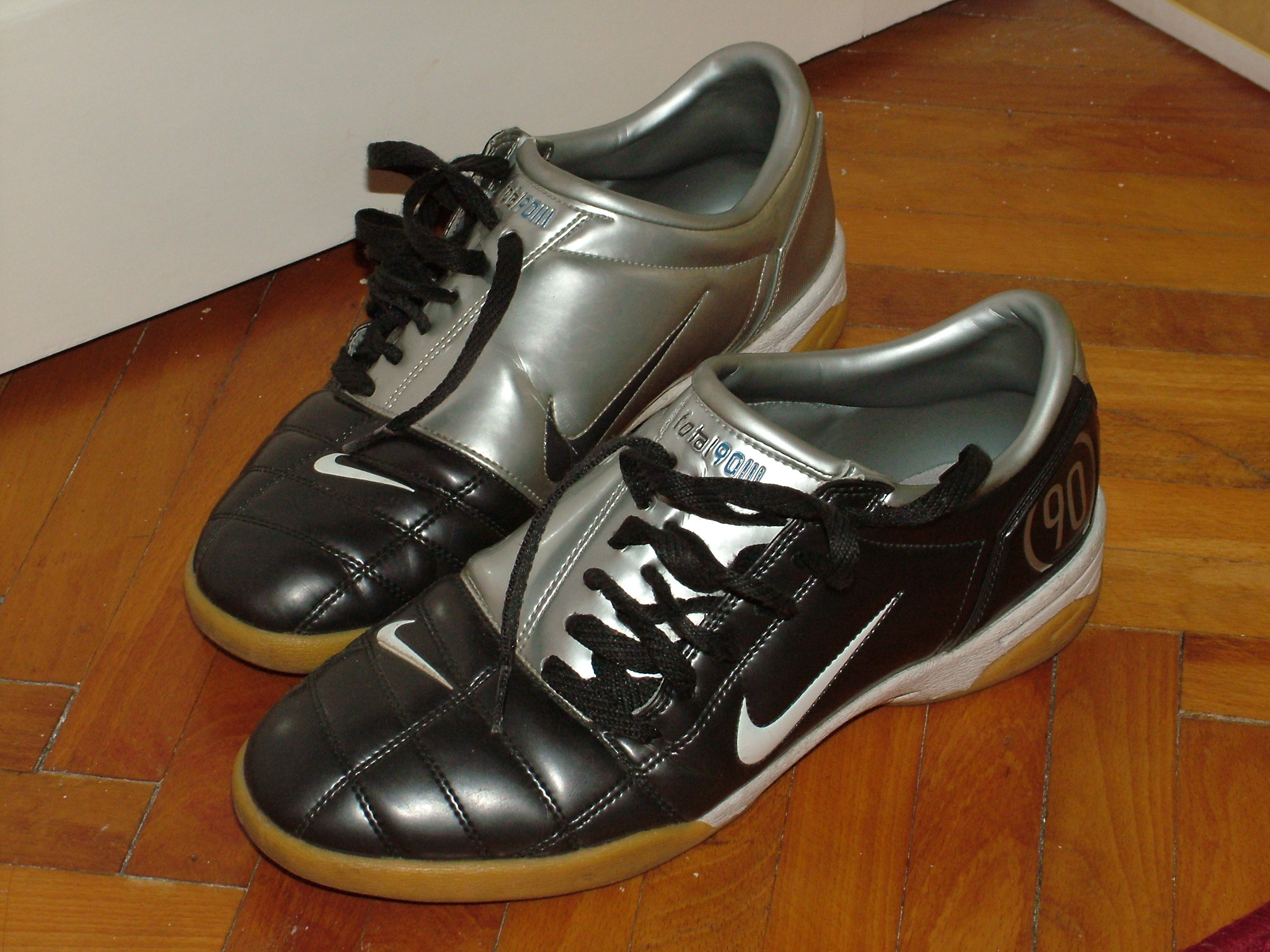
Nike Total 90 III

A Nike Total 90 a Nike egyik márkája, ami egy sportfelszerelés kifejezetten labdarúgásra kifejlesztve. A terméksorozat főként cipőket, shortokat és pólókat tartalmaz, de egyéb termékekből is áll, mint például sportszárak, sípcsontvédők, táskák, kapuskesztyűk és labdák. A Total 90 felszerelések nagy részét sportcélokra tervezték, és változatos anyagokat használtak fel a készítésekor, melyek elnyelik az izzadságot és átengedik azt a szabadba, így az gyorsan elillanhat. A jobban szellőző anyagok általában a felületen vannak.
Napjainkban a Nike bemutatta az új labdarúgócipőjét, a Nike Total 90 Laser-t. Jellemzője az egyenletes rúgófelület, ami tökéletesíti a pontosságot, a csavarást és az erőt.
A cipő híres használói között van Wayne Rooney, Roberto Carlos, Fernando Torres, Fabio Cannavaro, Rafael Márquez, Torsten Frings és Michael Essien.
A Total 90 labdarúgócipőknek 5 generációja van: a Total 90, a Total 90 II, a Total 90 III, a Total 90 Supremacy és a Total 90 Laser.